# Bomolocha oronalis
Bomolocha oronalis là một loài bướm đêm trong họ Noctuidae.